# Calembours homophones en mandarin

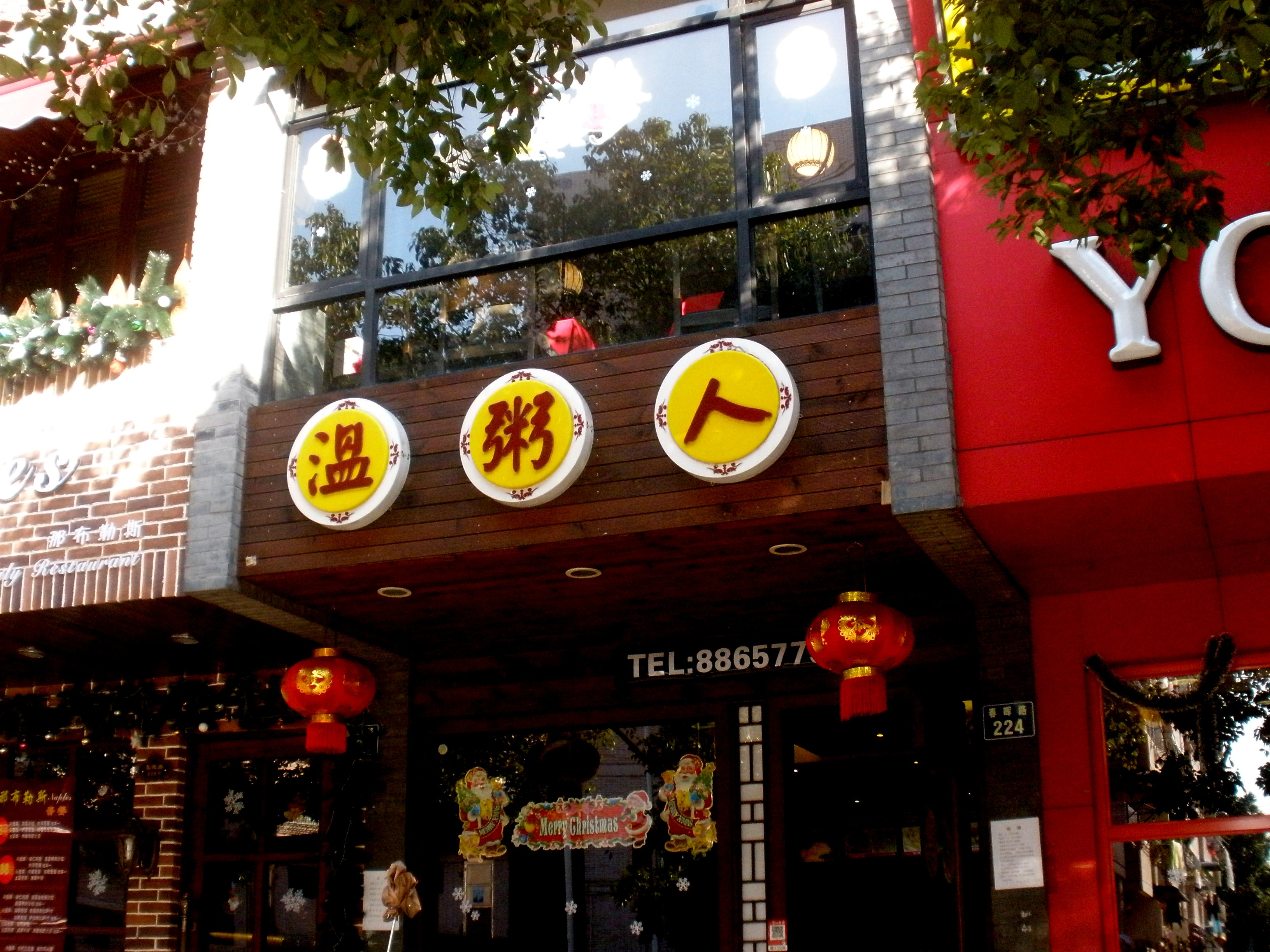
Un panneau pour un magasin de porridge à Wenzhou qui se livre à un calembour avec le gentilé de Wenzhou « 溫州人/Wēnzhōurén », affectant le second caractère « 州/zhōu » qui est un homophone exact de « 粥/zhōu », signifiant « porridge », qui s'écrit alors « 溫粥人 » (littéralement « chaud-porridge-personne », littérairement « l'homme du porridge chaud »).

Le mandarin, comme de nombreuses langues sinitiques, présente un grand nombre de syllabes et mots homophones, ce qui est dû à son inventaire phonétique limité. Toutes les langues présentent des homophones, mais ceux-ci sont particulièrement nombreux en chinois. Le dictionnaire « Cihai » (辭海 « mer de mots ») liste pas moins de 149 caractères présentant la prononciation « yì »
. De nombreux Chinois prennent grand plaisir à user d'homophones dans leur discours pour faire des calembours, ce qui en fait un trait important de la culture chinoise
.
En chinois, les homophones sont utilisés à diverses fins: rhétorique, poésie, publicité (notamment lors de la  translittération de noms de produits étrangers), ou humour. 
Cet article présente une liste de calembours communs en mandarin, bien que les exemples s'appliquent éventuellement à d'autres langues chinoises que le mandarin. Un astérisque précédant le caractère indique une quasi homophonie.

## Termes chinois
Il n'existe pas de mot en chinois oral pour désigner le terme « calembour », bien que la phrase 一語雙關 yī yǔ shuāng guān soit parfois utilisée. 雙關語 shuāngguānyǔ a également la même signification que calembour, mais en des registres formels ou littéraires, tel le double sens en français. Il renvoie en particulier aux calembours en littérature. Les calembours homophoniques sont spécifiquement nommés 音義雙關 yīn yì shuāng guān ou plus simplement 諧音 xiéyīn ('homophones') alors que les caractères homophones sont appelés 同音字 tóngyīnzì.

## Traditions du festival du printemps
Le Nouvel An chinois, connu en Chine en tant que Festival du printemps, est source de nombreuses traditions associées. Certaines de ces traditions sont plus répandues que d'autres. Parmi celles-ci, on retrouve de nombreuses pratiques inspirées par des calembours de circonstance.
- Nián nián yǒu yú - 年年有余 : « il y aura l'abondance toute l'année » est l'homophone de 年年有鱼 « il y aura du poisson toute l'année », ce qui explique pourquoi le poisson est abondamment représenté et mangé au cours du Nouvel An chinois.
- Nián gāo - 年糕 « niangao » et 年高 issu de 年年高升 nián nián gāoshēng ou « monté plus haut chaque année », ce qui laisse à penser que ceux qui mangent du niangao devraient jouir de la prospérité pour la nouvelle année.
- Fú dào le - 福到了 « la chance est arrivée » et 福倒了 « la chance est sens dessus dessous », le deuxième se référant à l'omniprésent caractère 福, qui lorsqu'il est présenté à l'envers indique que la bonne fortune est arrivée. Il est habituel de présenter le caractère à l'envers sur les portes au cours du Nouvel An chinois.
- *Shengcai : le premier repas de la Nouvelle année est traditionnellement un plat végétarien comprenant divers légumes. Le plat est servi avec de la laitue (生菜, shēngcài), car le mot est le quasi homophone de « 生財 » (shēng cái), « faire de l'argent » (NB : à noter que le français présente un rapprochement équivalent avec l'« oseille »). La laitue se retrouve dans d'autres traditions de la Nouvelle Année. Au cours de la Danse du lion traditionnelle pour la Nouvelle Année, de la laitue et des enveloppes rouges contenant de l'argent sont offertes au lion[4].
- *T-n-yuan : au moment de réunions, comme celles du Nouvel An, il est habituel de manger des boulettes douces et rondes appelées « tangyuan » (汤圆). Les tangyuans sont traditionnellement mangées lors de la Fête des lanternes, qui est le dernier jour de la célébration du Nouvel An chinois. La rondeur des tangyuans et des bols dans lesquels elles sont mangées est en phase avec le terme mandarin homophone pour « réunion », « 团圆 » (tuányuán).
- *Fa cai (发菜), une algue aux reflets noir-argentés, est consommée au Nouvel an chinois à cause de son homophonie avec le quasi homophone « 发财 » (fā cái), signifiant « prospérité »[5].

## Littérature
- Hongloumeng : de même que Dickens ou Dostoevsky, Cao Xueqin choisit de nombreux noms de ses personnages du Rêve dans le pavillon rouge comme autant homophones d'autres termes témoignant de leurs qualités. Par exemple, le nom de la principale famille, « 賈 » (Jiă) fait écho à « 假 » signifiant « faux », alors que le nom de l'autre famille principale de l'histoire est « 甄 » (Zhēn), qui sonne comme à « 眞 » signifiant « réel » ou « vrai ».
- Hóng Qiū (紅秋) : dans cet opéra du Sichuan, un timonier demande son nom à une nonne, qui répond que son nom est 陳 chén, un homophone de 沉 signifiant « couler », le dernier mot qu'un marin souhaite entendre sur son bateau.
- Máo Dùn : un auteur du XXe siècle, Shen Yanbing, est mieux connu sous le pseudonyme Mao Dun (茅盾), un homophone de « contradiction » (矛盾). Le calembour serait un constat de sa désillusion pour le parti du Kuomintang après le Massacre de Shanghaï en 1927[6].
- Fǎng Zĭjiǔ Huà : Yun Shouping, un artiste célèbre du début de la dynastie Qing, est surtout connu pour ses peintures de fleurs, mais il fut également un poète prolifique. Un de ses poèmes, « 仿子久畫 » (« Après le style artistique de Zijiu »), fut une ode à un maître précédent expert en peinture de paysages chinois traditionnels, Huang Gongwang, connu sous son prénom social « Zijiu » (子久)[7]. Le poème présente plusieurs calembours intentionnels. Le poème et ses traductions possibles figurent ci-dessous[8].

| Original                                                          | Traduction française | Traduction alternative |
| ----------------------------------------------------------------- | --- | --- |
| 古人有子久 今人無子久 子久不在茲 誰能和子久 此不作子久 而甚似子久 | Tu étais il y a longtemps avec les anciens. Tu as longtemps manqué à nos contemporains. Pendant longtemps tu n'as pas été là. Mais qui peut prétendre t'avoir depuis longtemps connu ? Celui-ci ne peut faire comme toi depuis longtemps. Et pourtant il te ressemblait il y a longtemps. | Les anciens avaient Zijiu. Nos contemporains n'ont pas Zijiu. Zijiu n'est pas là. Mais qui connaît Zijiu ? Celui-ci ne peut être Zijiu. Mais il ressemble à Zijiu. |

## Évitement de lacensureInternet

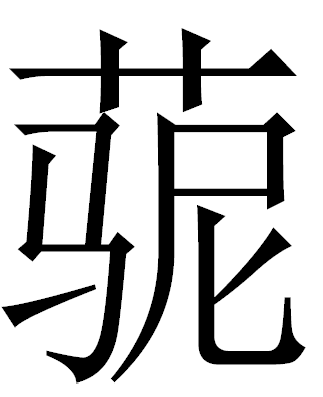
Création d'un caractère (qui suppose en principe trois sinogrammes) pour le « cheval de boue et d'herbe » avec les caractères (simplifiés) pour « 草 cǎo » (pour « herbe »), « » 马 mǎ (pour « cheval »), et « 泥 ní » (pour « boue » et indiquant une prononciation).

Les calembours d'homophones sont régulièrement utilisés pour contourner les différentes censures sur Internet.
- *Hexie - 河蟹 hé xiè « crabe de rivière » pour 和谐 héxié (« harmonie »), en référence au slogan officiel de « Société harmonieuse ».
- Dàibiǎo - 戴表 « observer » (n.) pour 代表 « représentant », en référence aux « Trois représentations » (chinois simplifié : 三个代表 ; chinois traditionnel : 三個代表 ; pinyin : sāngè dàibiǎo)
- *Cao ni ma - 草泥馬 cǎonímǎ « cheval de l'herbe et de la boue » pour 肏你媽 cào nǐ mā pour « nique ta mère » (en fait « baise ta mère » ou « va te faire foutre maman »). Le concept, très populaire, a désormais ses représentations indépendantes du calembour, avec peluche (un alpaga), chansons, etc. Il fait partie des « dix créatures mythiques de Baidu », présentant toutes un calembour.

## Messages textes et conversations Internet
Les abréviations de mots et de phrases sont communs et nécessaires sur Internet pour le « chat » et les SMS. Les locuteurs chinois ont également développé de telles abréviations conventionnelles pour des mots et expressions courantes. Certaines sont basées sur des homophonies ou de quasi homophonies.
- 88 ressemble aux caractères « 白白 báibá » (白 est notamment le caractère pour « blanc ») qui est prononcé comme 拜拜 « bàibài », qui est le mot-valise chinois pour « bye-bye ». Il y a par ailleurs un renforcement par la proximité de prononciation pour le nombre « 8 » (« 八 bā »). C'est devenu d'un usage courant pour dire « À la prochaine » au moment de se quitter, de la même façon que l'on abrège « À plus / A+ » en français.
- 3Q (/sæn kʰju/)) : le numéro 3 est prononcé « sān » en mandarin, et évoque le son présent dans « thank you » (/θæŋk.ju/). Il est de ce fait régulièrement utilisé comme tel. À noter que les nord-américains prononcent « thank » /θæŋk/ en /θeŋk/, dès lors le lien est moins évident pour ces locuteurs.
- 55555 : le numéro 5, « wŭ » en mandarin, fait que cette série de chiffres évoque le son d'une personne sanglotant.

## Calembours sur les noms propres
- Dù Zǐténg : les caractères chinois « 杜子藤 » forment un nom raffiné qui pourraient décrire un poète, mais ils sont homophones de 肚子疼 qui signifie « mal d'estomac ».
- Jìyuàn : le nom d'écoles techniques qui se terminent par « 技術學院 jìshù xuéyuàn », est souvent abrégé en « 技院 jìyuàn », dont la prononciation est la même que « 妓院 », qui signifie « bordel ».

## Publicité et marques
- Carrefour est translittéré en (chinois simplifié : 家乐福 ; chinois traditionnel : 家樂福 ; pinyin : jiālèfù), qui peut être traduit par « bonheur et joie dans la famille ». À noter que 家 (la famille) se prononce ka en cantonais, hakka et de nombreux parlers, dialectes et langues chinoises[11].

- Coca Cola : le nom chinois de Coca Cola, « 可口可乐 Kěkǒu Kělè », apparaît comme une bonne traduction phonétique du nom de l'entreprise et de ses produits. De plus, les mots « 可口 kěkǒu » et « 可乐 kělè » signifient respectivement « goûteux » et « entraînant », ce qui en fait une translittération particulièrement adroite.

## Activisme politique
Les critiques à l'égard de la politique gouvernementale en Chine utilisent fréquemment des calembours pour éviter d'attaquer trop directement le gouvernement central.
- Xiǎo Píngzi : les étudiants qui participèrent au mouvement pro-démocratique de la place Tian'anmen à Pékin en 1989, lançaient de petites bouteilles en protestation contre la politique de Deng Xiaoping envers le mouvement. Le prénom de Deng, Xiaoping (小平), sonne comme « petites bouteilles » (小瓶子, xiăo píngzi), un surnom qui lui fut donné pour sa capacité à rester à flot dans la tourmente[2].
- Liú & bō : les militants favorables au dissident Liu Xiaobo emprisonné, prix Nobel de la paix 2010, l'évoquent régulièrement via l'homophone « 随波逐劉 » (suí bō zhú liú) au lieu de « 随波逐流 », littéralement « aller avec les vagues et suivre les flots », et qui signifie « suivre aveuglément ». L'expression est cependant contournée par les dissidents. Le sinogramme 流 liú, « flot », est homophone du nom de famille Liu/劉, et le sinogramme 波 bō est un diminutif du prénom Xiaobo. La phrase peut dès lors être aussi interprétée en « Allez avec Xiaobo, et suivez Liu »[2],[12], une telle répétition étant commune en rhétorique chinoise, prenant ici le sens de « Suivez l'exemple de Liu » ou « Soyez comme Liu ».

## Cadeaux
Dans la culture traditionnelle chinoise, l'on évite de faire certains cadeaux à cause d'homophonies ou quasi homophonies inappropriées.
- *Si : alors qu'il est habituel de faire des cadeaux en quantité variable, donner quatre cadeaux est réputé porter malchance car en mandarin le mot « quatre » (四, sì) a une prononciation proche du mot « mort » (死, sĭ). Ce tabou (voir tétraphobie) existe également en coréen et japonais, où ces deux mots sont également homophones en japonais (shi) et en coréen (sa).
- Lí : les poires (梨, lí) sont également malvenues, car leur nom est homophone de « séparation » (离, lí).
- Sòng zhōng : offrir une horloge (送钟, sòng zhōng) est tabou, en particulier à une personne âgée, car le terme est homophone de « funéraille à venir » (送终, sòng zhōng)[13],[14].

## Objets porte-bonheur

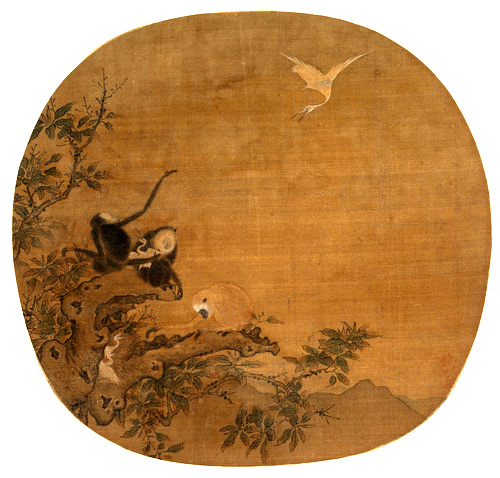
Trois gibbons attrapant des aigrettes par Yi Yuanji.

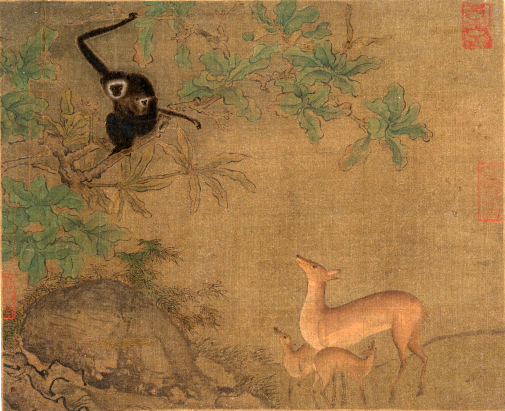
Gibbons et cerf par un artiste inconnu de la dynastie Song du Sud.

Une symbolique liée à la langue a évolué au cours des siècles, utilisant divers objets et concepts de la vie quotidienne pour évoquer la chance et la prospérité, à partir de mots et de concepts ayant une prononciation proche ou identique. On retrouve fréquemment cette symbolique dans les arts décoratifs,.
- *Ping'an : dans certaines villes, il est d'usage de mettre un vase (瓶, píng) sur une table (案，àn) lorsque l'on s'installe dans une nouvelle maison pour que cela porte chance, car la combinaison de sons sonne comme « 平安 » (píng'ān), signifiant paix et tranquillité[16].
- *Kuaizi : une tradition veut que lors d'un mariage, la mariée et un garçon d'honneur échangent leurs baguettes, car le mot « baguette », « 筷子 » (kuàizi), sonne comme « 快子 » (kuàizǐ), qui signifie « avoir rapidement un fils »[16].
- Fú : les chauve-souris sont un motif traditionnel de la peinture chinoise, car le mot « chauve-souris », « 蝠 » (fú) est homophone du mot « chance », « 福 » (fú)[17].
- *Li, yú, et lián : un exemple plus complexe utilise l'image d'une carpe nageant parmi les fleurs de lotus, pour évoquer des profits successifs. Les mots « carpe » (鲤, lĭ), « poisson » (鱼, yú), et lotus (莲, lián) sont des quasi homophones de « profit » (利, lì), « surplus » (余, yú), et « successif » (连, lián) respectivement[17].
- Sānyuán : au XIe siècle sous la dynastie Song du Nord, les hommes qui terminaient premiers aux trois niveaux des Examens impériaux étaient honorés du titre de « Sanyuan » (三元), signifiant simplement « les Trois premiers ». À la suite de l'apparition de ce terme dans la littérature chinoise, les représentations de trois gibbons poursuivant trois aigrettes apparurent dans la peinture chinoise. En chinois, cette scène pourrait être décrite par « 三猿得鹭 » (san yuan de lu), un calembour sur « 三元得路 » signifiant « un des trois premiers prend du pouvoir ». Rapidement, le gibbon devint un symbole plus général, désignant quelqu'un ayant réussi les examens impériaux, y compris au-delà des premiers rangs. Dès lors, l'image témoigna du vœu que le participant réussisse. Plus tard, les aigrettes furent parfois remplacées par un cerf. En mandarin, le mot « 鹿 » (lù), signifiant « cerf », est homophone de « 鹭 » (lù), signifiant « aigrette », avec un calembour équivalent[18].

## Autres calembours célèbres
Le Chinese recorder and missionary journal de décembre 1882, rapporte que les résidents des montagnes à l'ouest de Pékin n'étaient pas autorisés à conserver de la glace à cause de l'homophonie entre les mots « glace » (冰, « bīng ») et « soldat » (兵, « bīng »). À cette époque, la capitale était menacée par des rébellions. Cette interdiction fut vraisemblablement mise en place pour éviter des confusions dans les communications avec ces régions où la glace était habituellement utilisée pour conserver viandes et légumes,.
À la suite de la Révolution culturelle, le Parti communiste chinois a largement promu le slogan « 向前看 » (« xiàng qián kàn ») signifiant « En avant vers le futur ». Le slogan fut un encouragement abondamment répété pour promouvoir le travail collectif pour l'avenir et faire oublier les politiques désastreuses du passé. De nos jours, on entend couramment « xiàng qián kàn », mais le plus souvent accompagné d'un geste signifiant « argent » : une nouvelle phrase, écrite différemment (« 向钱看 ») mais avec la même prononciation, signifie « En avant vers l'argent », et contraste de façon cinglante avec le vieux slogan. La popularité de ce calembour s'explique par la marche rapide de la Chine vers le capitalisme, qui a suivi la nouvelle politique de la Réforme économique chinoise,.
Le Project 571 (五七一工程; Wǔqīyī gōngchéng) est le nom de code numérique d'une tentative supposée de coup d'État par les partisans de Lin Biao afin de renverser Mao Zedong en 1971. Le projet fut ainsi dénommé par le fils de Lin Biao, Lin Liguo, du fait de l'homophonie avec « insurrection armée » (武装起义).